# Georg Braun
|  | No s'ha de confondre amb Georg Braun (futbolista). |

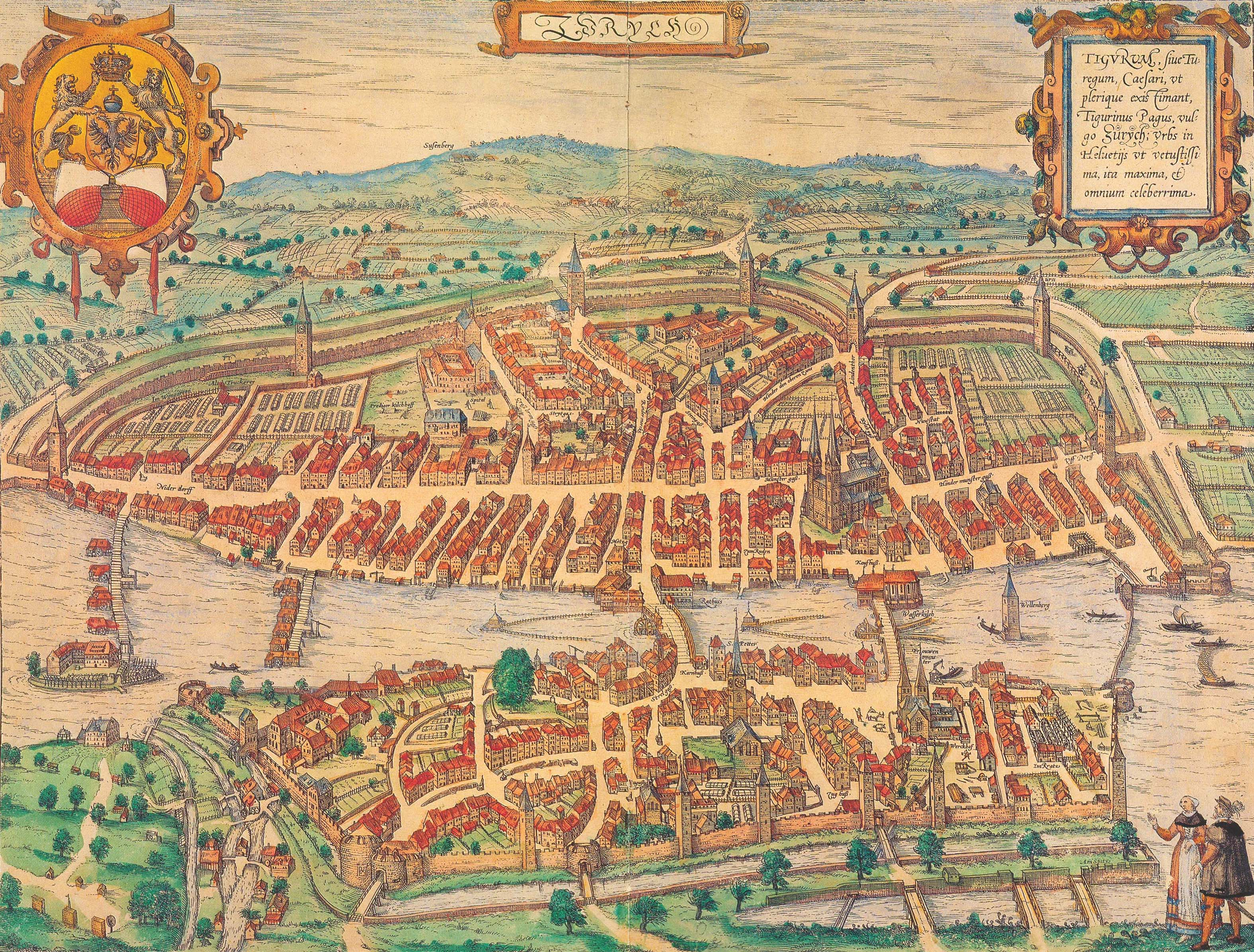
Aiguafort de 1581 amb vista d'ocell de Zúric, publicat per Georg Braun i Frans Hogenberg

Georg Braun també Brunus, Bruin; (Colònia, 1541 - 10 de març de 1622) va ser un geògraf i cartògraf alemany. Des de 1572 fins a 1617 va editar el Civitates Orbis Terrarum, que conté 546 perspectives, imatges aèries i mapes de ciutats de tot el món. Va ser el principal editor d'aquest treball, va adquirir les planxess, va contractar els artistes, i va escriure els textos. Va morir com un octogenari el 1622, estant l'únic supervivent de l'equip original en ser testimoni de la publicació del volum VI el 1617.
La seva principal professió era com a clergue catòlic, va passar trenta-set anys com a canonge i degà a l'església Santa Maria ad Gradus a Colònia. La seva obra en sis volums va ser inspirada per la Cosmographia de Sebastian Münster. A la forma i disseny s'assembla al Theatrum Orbis Terrarum de 1570 per Abraham Ortelius.
La publicació de Braun situa nous estàndards en la cartografia durant més de 100 anys. Frans Hogenberg (1535-1590, de Mechelen) va crear les planxes per als volums del I al IV, i Simon van den Neuwel va crear les mateixes per als volums V i VI. Altres contribuïdors van ser Joris Hoefnagel, Jacob Hoefnagel, el cartògraf Daniel Freese, i Heinrich Rantzau. També van ser utilitzats treballs de Jacob van Deventer, Sebastian Münster, i Johannes Stumpf. Principalment es descriuen ciutats europees a la publicació, tanmateix, Casablanca, i Ciutat de Mèxic/Cuzco en un full també s'inclouen al volum I.